# Санс
Санс (фр. Sens) — старинный город во французском департаменте Йонна, в Бургундии, на правом берегу реки Йонны (вокзал и промышленная зона — на левом берегу). Население — 26 904 человек (1999).
Во времена Римской Галлии город был известен под названием Агединк (лат. Agedincum), позже город стал называться также лат. civitas Senonum или Senones по имени многочисленного галльского племени сенонов, главным городом которого Агединк являлся. Город не раз упоминается на страницах «Записок о Галльской войне» Цезаря.
В Средние века в городе находилась резиденция архиепископа, считавшегося примасом Галлии и Германии. Заботами прелатов в городе было построено пять аббатств и большая соборная церковь св. Стефана — один из первых памятников готического стиля (впоследствии перестраивался). Рядом с собором сохранился дворец архиепископов (преимущественно XVI века постройки). В 1627 году кафедра архиепископа была перенесена в Париж. Позднеготическая резиденция сенонских архиепископов (фр. Hôtel de Sens) — одна из достопримечательностей столицы Франции.
Средневековый Санс был свидетелем многих важных событий — Бернард Клервоский здесь предал анафеме учение Абеляра (1140), Томас Беккет провёл четыре года ссылки (1166—1170), а Людовик Святой сыграл свадьбу с Маргаритой Прованской (1234).